# Милютин, Дмитрий Алексеевич
Граф (с 30 августа 1878) Дми́трий Алексе́евич Милю́тин (28 июня [10 июля] 1816, Москва — 25 января [7 февраля] 1912, Симеиз, Таврическая губерния) — военный и государственный деятель Российской империи, сподвижник императора Александра II, военный историк и теоретик. Военный министр (1861–1881), в этом качестве — основной разработчик и проводник военной реформы 1860-х годов; последний из русских подданных, носивший чин генерал-фельдмаршала.

## Биография

### Ранние годы
Родился 28 июня (10 июля) 1816 года в семье Милютиных, получившей дворянское достоинство при Петре I за устройство в Москве первой шёлковой фабрики. Сын Алексея Михайловича Милютина (1780—1846) и Елизаветы Дмитриевны Киселёвой, родной сестры графа П. Д. Киселёва, реформатора эпохи Николая I, сторонника освобождения крестьян. Старший брат Бориса, Николая и Владимира Милютиных.
Из Московской губернской гимназии вместе с братьями Н. А. и А. А. Милютиными был отдан в Московский университетский благородный пансион (братья — полными пансионерами, Дмитрий — полупенсионером), где учился на протяжении четырёх лет (1829—1832) и проявил большие способности к математике. В 16 лет он составил и издал «Руководство к съёмке планов» (1832). Курс обучения в университетском пансионе (с 1830 года — гимназии) окончил 31 октября 1832 года с правом на чин 10-го класса и с награждением серебряной медалью. 1 марта 1833 года он поступил на военную службу фейерверкером 4-го класса в батарейную № 2 роту лейб-гвардии 1-й артиллерийской бригады. 8 июня 1833 года был произведён в юнкеры, а в ноябре того же года, после сдачи экзамена — в прапорщики.
С 7 декабря 1835 по 12 декабря 1836 года обучался на практическом отделении Императорской военной академии. 29 марта 1836 года ему был присвоен чин подпоручика. По окончании курса в военной академии за отличные успехи в учёбе Дмитрию Алексеевичу присвоен чин поручика, с причислением к Генеральному штабу, награждением малой серебряной медалью и занесением его имени на мраморную доску академии. 28 октября 1837 года переведён в Гвардейский Генеральный штаб.
В это время он написал ряд статей по военному и математическому отделам в «Энциклопедическом лексиконе» Плюшара (т. 10—15) и «Военном энциклопедическом лексиконе» Зедделера (т. 2—8), перевёл с французского языка записки Сен-Сира («Военная библиотека» Глазунова, 1838) и напечатал статью «Суворов как полководец» («Отечественные записки», 1839, № 4).

### Милютин на Кавказе
21 февраля 1839 года Милютин был командирован в Отдельный Кавказский корпус. С 9 мая 1839 года принял участие в военной операции под командованием генерал-лейтенанта Граббе П. Х. против Шамиля и его сторонников. 10 мая участвовал во взятии укрепления Ташев-Хаджи и сражении при урочище Ахмет-Тале, где был ранен пулей навылет в правое плечо с повреждением кости, но остался в строю. 12 мая участвовал во взятии замка Саясан, 24 мая — в бою при ауле Буртунай, 30—31 мая — в усиленной рекогносцировке и штурме аула Аргуан. С 12 июня участвовал в многочисленных стычках с горцами при осаде замка Ахульго, на тот момент резиденции Шамиля: 19 июня — в бою при рекогносцировке старого замка, 24 июня — в бою у Сагрятлохского моста, 29 июня и 4 июля — в штурме и взятии Сурхаевской башни, 16 июля — в штурме нового замка, 29 и 30 июля — в боях у Черката, 17 августа — в штурме укреплений перед новым замком, 22 и 23 августа — в штурме и взятии старого и нового замков Ахульго. 14 сентября участвовал во взятии аула Чиркей.
За отличную службу в 1839 году он был награждён орденом Святого Станислава 3-й степени и орденом Святого Владимира 4-й степени с бантом, 6 декабря 1839 года произведён в штабс-капитаны, а 9 февраля 1840 года, за Ахульго, — в капитаны и пожалован Высочайшим благоволением.
23 января 1840 года был назначен дивизионным квартирмейстером 3-й гвардейской пехотной дивизии. С сентября 1840 года по октябрь 1841 года находился в отпуске, который провёл в путешествии по Европе. Целью отпуска стало лечение полученного ранения.
11 апреля 1843 года Милютин был произведён в подполковники и назначен исправляющим должность обер-квартирмейстера войск Кавказской линии и Черномории, 21 июня вступил в должность. С 20 ноября по 31 декабря 1843 года состоял для военных распоряжений при командире Отдельного Кавказского корпуса.
В 1844 году состоял исполняющим должность обер-квартирмейстера Чеченского отряда. В ходе кампании в июне — июле 1844 года участвовал в многочисленных стычках и боях с горцами. В начале августа «по совершенному расстройству здоровья» отправлен в Ставрополь, а 10 ноября уволен от исправления должности обер-квартирмейстера войск Кавказской линии и назначен состоять в распоряжении Военного министра и генерал-квартирмейстера Главного штаба.

### На профессорской кафедре
3 января 1845 года Милютин был назначен профессором Императорской военной академии по кафедре военной географии (с 1847 года — военной статистики), существовавшей в академии с момента её основания Г. В. Жомини в 1832 году. 13 марта прибыл в Петербург и вступил в должность. 6 ноября того же года прикомандирован, с оставлением профессором, к штабу военно-учебных заведений для управления 3-м (воспитательным) отделением. 21 апреля 1847 года произведён в полковники.
Ещё будучи на Кавказе, он составил и в 1843 году напечатал «Наставление к занятию, обороне и атаке лесов, строений, деревень и других местных предметов». В 1852—1853 годах вышел его главный научный труд — «История войны 1799 г. между Россией и Францией в царствование императора Павла I», классическое исследование об Итальянском походе Суворова. Над этой темой прежде работал военный историк А. И. Михайловский-Данилевский, который умер, успев только начать исследование. По высочайшему повелению продолжение работы было поручено Милютину. Эта работа, по оценке Т. Н. Грановского,
принадлежит к числу тех книг, которые необходимы каждому образованному русскому, и займёт, без сомнения, весьма почётное место в общеевропейской исторической литературе... труд в полном смысле слова самостоятельный и оригинальный... отличается необыкновенной ясностью и спокойствием взгляда, не отуманенного никакими предубеждениями, и той благородной простотой, которая составляет принадлежность всякого значительного исторического творения.
Через несколько лет этот труд потребовал уже нового издания (СПб., 1857). Академия наук присудила ему полную Демидовскую премию и избрала Милютина своим членом-корреспондентом. Перевод на немецкий язык, выполненный баварским военным Кристианом Шмиттом, вышел в Мюнхене в 1857 году.
26 октября 1848 года Милютин назначен состоять для особых поручений при военном министре Сухозанете. Одновременно, с 19 декабря 1848 года, состоял членом Учёного комитета Главного управления путей сообщений и публичных зданий.
В сентябре 1853 года Милютин в составе Военно-походной канцелярии Его Величества сопровождал императора Николая I в поездке в Ольмюц и Потсдам для встреч с императором Францем-Иосифом и королём Фридрихом-Вильгельмом IV. 11 апреля 1854 года произведён в генерал-майоры, а 17 апреля 1855 года зачислен в Свиту Его Императорского Величества.
В ходе Крымской войны в октябре 1854 года назначен делопроизводителем Особого комитета о мерах защиты берегов Балтийского моря, в феврале 1856 года — членом Комиссии для улучшения по военной части, в апреле 1856 года — членом-делопроизводителем Комитета об укреплении пунктов Прибалтийского края, и в мае 1856 года — членом Комитета об устройстве юнкерских школ при армейских корпусах.
29 мая 1856 года уволен от должности профессора Николаевской академии Генерального штаба и чиновника для особых поручений при Военном министре.

### Возвращение на Кавказ
15 октября 1856 года Милютин, по желанию нового главнокомандующего на Кавказе князя А. И. Барятинского, назначен исправляющим должность начальника главного штаба войск на Кавказе, с 6 декабря 1857 — начальник главного штаба Кавказской армии. 30 августа 1858 года произведён в генерал-лейтенанты. Совместно с Барятинским разработал и провёл реорганизацию Кавказской армии, ввёл ясную структуру управления войсками, разработал продуманный план последовательных военных действий. Оба военачальника добились перевода всех боевых стрелковых подразделений на нарезное оружие. Итогом этих мероприятий стало занятие и прочное закрепление в короткий срок
горного Дагестана и Чечни, военный и политический крах власти Шамиля.
В ходе кампании 1859 года с 4 июля находился в составе Чеченского и Дагестанского отрядов, участвовал в походах и боях с горцами, в том числе при занятии аула Тандо и овладении укреплённым аулом Гуниб, где был взят в плен Шамиль. В мае 1860 года в составе Шапсугского отряда участвовал в походах и стычках на реках Иль и Убин.
6 августа 1859 года пожалован в генерал-адъютанты к Его Императорскому Величеству, а через год, 30 августа 1860 года, последовало его назначение товарищем военного министра.

### Военный министр. Реформы
В 1861 году Милютин был назначен товарищем военного министра, а в ноябре того же года возглавил министерство. Он сразу же приступил к реализации масштабной программы реформ, направленной на повышение боеспособности армии и её соответствия требованиям времени.

Милютин сократил срок воинской службы с 25 до 16 лет, ввёл всеобщую воинскую повинность, реорганизовал систему военного образования, создал новую военно-окружную систему и т.д. Эти реформы привели к значительному улучшению состояния армии, которая стала более боеспособной и мобильной.

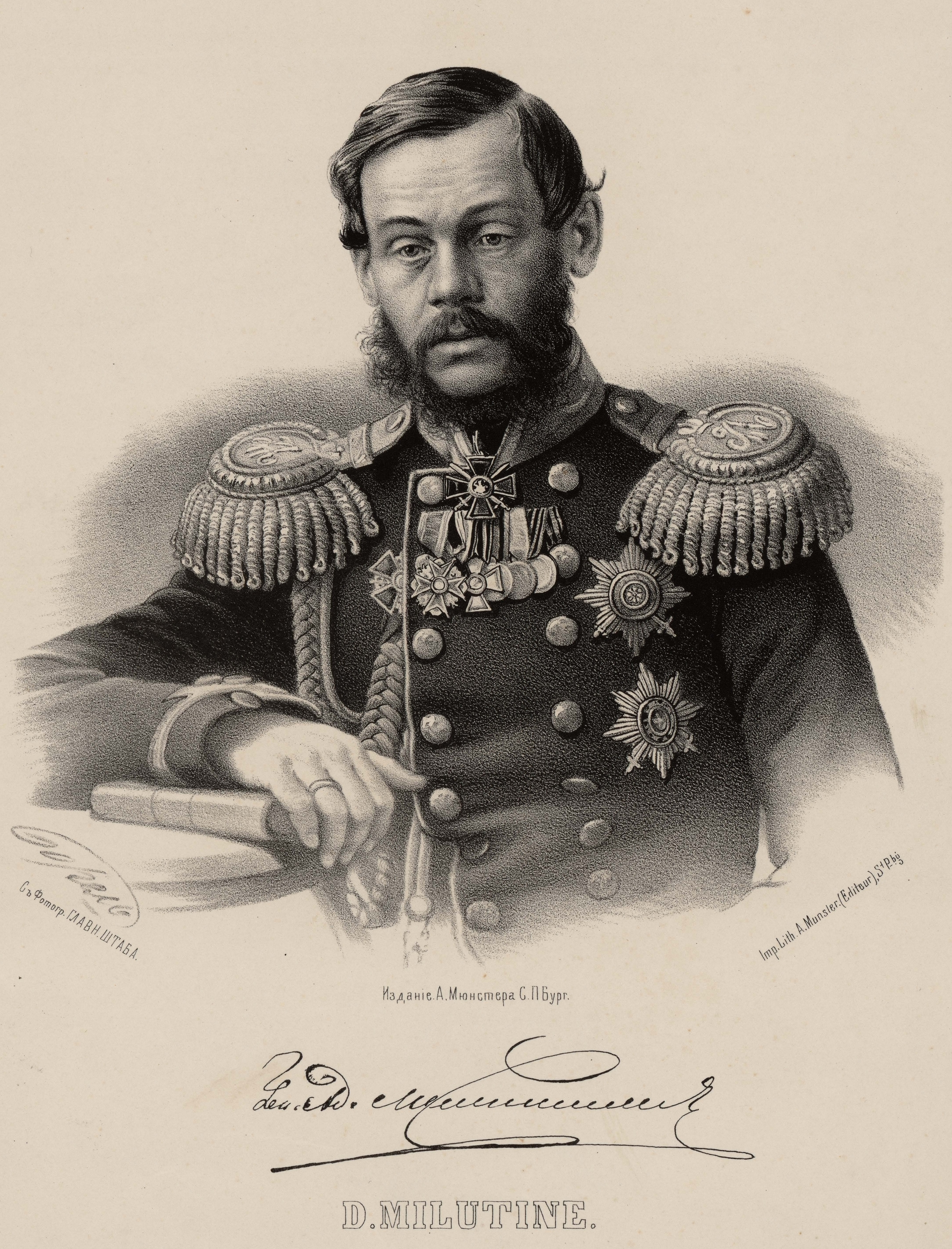
Д. А. Милютин — военный министр, 1861 год

1 ноября 1860 года Милютин прибыл в Петербург и вступил в должность товарища военного министра. 16 мая 1861 года он назначен управляющим Военным министерством, а 9 ноября 1861 года — военным министром.
В 1866 году, 27 марта он был произведён в генералы от инфантерии, 22 ноября 1866 года стал членом Комитета по делам Царства Польского. Кроме этого, в этом же году Совет Санкт-Петербургского университета возвёл его в степень доктора русской истории honoris causa
Находясь в должности военного министра в течение двадцати лет, выступил с самого начала своей административной деятельности решительным, убеждённым и стойким поборником обновления России в духе тех начал справедливости и равенства, которыми запечатлены освободительные реформы императора Александра II.
Один из близких людей в кружке, который собирала около себя великая княгиня Елена Павловна, Милютин даже в должности военного министра сохранял близкие отношения к довольно широким учёно-литературным кругам и поддерживал тесную связь с такими лицами, как К. Д. Кавелин, Е. Ф. Корш и др. Его близкое соприкосновение с такого рода представителями общества, знакомство с движениями в общественной жизни, явилось важным условием в его министерской деятельности.
Задачи министерства в это время были очень сложны: нужно было реорганизовать всё устройство и управление армией, все стороны военного быта, давно уже во многом отставшего от требований жизни. В ожидании коренной реформы крайне отяготительной для народа рекрутской повинности Милютин исходатайствовал Высочайшее повеление о сокращении срока воинской службы с 25 лет до 16 и другие облегчения. Одновременно им был принят ряд мер к улучшению быта солдат — их пищи, жилища, обмундирования, начато обучение солдат грамоте, запрещена ручная расправа с солдатами и ограничено применение розог.
В государственном совете Милютин всегда принадлежал к числу наиболее просвещённых сторонников преобразовательного движения 1860-х годах.
Особенно заметно сказалось его влияние при издании закона 17 апреля 1863 года об отмене жестоких уголовных наказаний — шпицрутенов, плетей, розг, клеймения, приковывания к тележке и т. п.
При рассмотрении судебных уставов Милютин всецело стоял за строгое проведение основ рационального судопроизводства. Как только открыты были новые гласные суды, он счёл нужным выработать и для военного ведомства новый военно-судебный устав (15 мая 1867 года), вполне согласованный с основными принципами судебных уставов (устность, гласность, состязательное начало).
Закон о печати 1865 года встретил в Милютине строгого критика; он находил неудобным одновременное существование изданий, подлежащих предварительной цензуре, и изданий, от неё освобождённых, восставал против сосредоточения власти над печатью в лице министра внутренних дел и желал решение по делам печати возложить на учреждение коллегиальное и вполне самостоятельное.
Самой важной мерой Милютина было введение всеобщей воинской повинности. Воспитанные на привилегиях высшие классы общества весьма не сочувственно относились к этой реформе; купцы даже вызывались, в случае освобождения их от повинности, за свой счёт содержать инвалидов. Ещё в 1870 году образована была особая комиссия для разработки вопроса, а 1 января 1874 года состоялся Высочайший манифест о введении всеобщей воинской повинности. Рескрипт императора Александра II на имя Милютина от 11 января 1874 года поручал министру приводить закон в исполнение «в том же духе, в каком он составлен». Это обстоятельство выгодно отличает судьбу военной реформы от крестьянской. Особенно характеризует воинский устав 1874 года стремление к распространению просвещения.
Милютин был щедр на предоставление льгот по образованию для лиц, имевших университетский диплом. Он предлагал ограничить срок их действительной службы 3 месяцами. Непримиримым противником Милютина в этом отношении был министр народного просвещения граф Д. А. Толстой, предлагавший ограничить срок действительной службы 1 годом и уравнять окончивших курс в университетах с окончившими курс 6-ти классов классических гимназий. Благодаря энергичной и искусной защите Милютина проект его прошёл целиком в Государственном совете; не удалось графу Толстому ввести и приурочение воинской повинности ко времени прохождения университетского курса.
Непосредственно для распространения образования в среде войска Милютиным было также сделано очень много. Помимо издания книг и журналов для солдатского чтения, были приняты меры к развитию самого обучения солдат. Кроме учебных команд, в которых был в 1873 году установлен 3-годичный курс, были заведены ротные школы, в 1875 году изданы общие правила для обучения и проч. Преобразованиям подверглись и средние, и высшие военные школы, причём Милютин стремился освободить их от преждевременной специализации, расширяя программу их в духе общего образования, изгоняя старые педагогические приёмы, заменяя кадетские корпуса военными гимназиями.
В 1864 году были учреждены юнкерские училища. Число военных учебных заведений вообще было увеличено; повышен уровень научных требований при производстве в офицеры. Николаевская академия Генерального штаба получила новые правила; при ней был устроен дополнительный курс. Основанные Милютиным в 1866 году юридические офицерские классы в 1867 году были переименованы в Военно-юридическую академию.

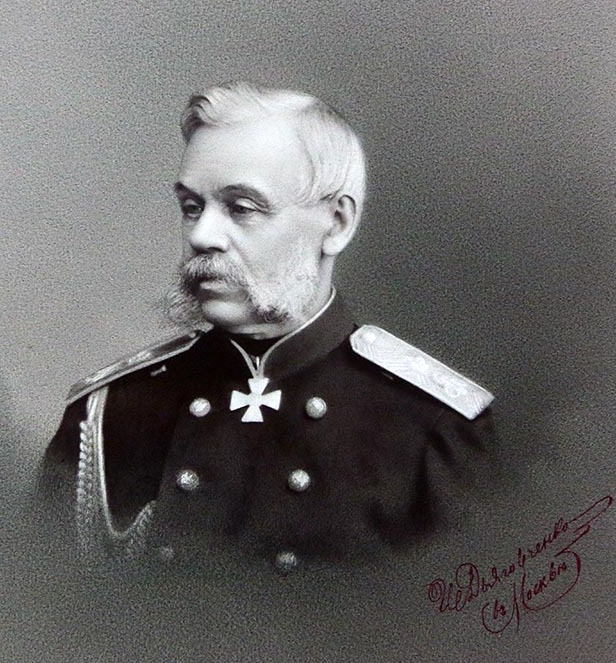
Д. А. Милютин. Начало 1880-х

Ему же русское общество обязано основанием женских врачебных курсов, которые в Русско-турецкую войну 1877—1878 годов оправдали возлагавшиеся на них надежды; это учреждение закрылось вскоре по выходе Милютина из министерства. Чрезвычайно важен и целый ряд мер по реорганизации больничной и санитарной части в войсках, благоприятно отозвавшихся на здоровье войск. Офицерские заёмные капиталы и военно-эмеритальная касса были Милютиным реформированы, были организованы офицерские собрания, изменена военная организация армии, учреждена военно-окружная система (6 августа 1864 г.) переустроены кадры, реорганизовано интендантство.
Раздавались голоса, что подготовка для солдат по новому положению мала и недостаточна, но в Русско-турецкую войну 1877—1878 годов молодое преобразованное войско, воспитанное без розог, в духе гуманности, блестяще оправдало ожидания преобразователей.
Во время Русско-турецкой войны 1877—1878 гг. находился на Дунайском театре военных действий в свите императора Александра II. Особо проявил себя после неудачи третьего штурма Плевны, когда главнокомандующий великий князь Николай Николаевич и император уже фактически приняли решение отвести армию от Плевны и снять осаду. Милютин в длительных переговорах сумел убедить их обоих продолжить осаду Плевны, чтобы не утратить все плоды предыдущих побед, а 13 сентября 1877 года выступил с убедительной речью на военном совете, склонив на свою стороны и большинство генералитета.
Высочайшим рескриптом от 30 августа 1878 года Дмитрий Алексеевич Милютин был возведён в графское достоинство.
Чуждый всякого желания скрывать погрешности своих подчинённых, Милютин после войны сделал всё возможное, чтобы судебным расследованием пролить свет на многочисленные злоупотребления, вкравшиеся во время войны в интендантскую и др. части. Ввиду болезни канцлера А. М. Горчакова, в 1878—1881 годах Милютин, кроме военного ведомства, фактически руководил и всей внешней политикой государства, оказывая огромное влияние на императора Александра II. Он не был сторонником идей М. Т. Лорис-Меликова, но сознавая наличие кризиса в российском обществе, полагал, что необходимо дальнейшее развитие реформ, впрочем, представляя их себе в умерено-консервативном духе.
Гибель императора Александра II 1 марта 1881 года положила конец и государственной деятельности Д. А. Милютина. С новым императором Александром III он находился в весьма прохладных отношениях. Категорически не разделял охранительных идей К. П. Победоносцева и вскоре после отставки Лорис-Меликова и издания Манифеста о незыблемости самодержавия, попросил императора о своей отставке.

### Последние годы
После восшествия на престол императора Александра III Милютин 22 мая 1881 года был по прошению уволен с должности военного министра, с оставлением в чинах и званиях, и назначен членом Государственного совета. По утверждению самого Милютина в его «Дневнике», император предложил ему должность наместника Кавказа, но по получении отказа настаивать не стал.
Ещё в 1873 году Милютин купил у князя С. В. Кочубея имение в Симеизе (в настоящее время — территория Алупки). Участок в 51 десятину располагался к северу от дороги между Симеизом и поселением Сара (Алупка-Сара, ныне Зелёный мыс) и не имел прямого выхода к морю. Милютин, который в своем дневнике писал о планах покупки земли в Крыму и строительства там дома, был очень доволен приобретением и ещё до получения купчей выбрал место для будущего дома вместе с местным архитектором П. Голиковым.  В 1873‒1876 годах Голиков занимался возведением усадебного дома, выше по склону от которого был разбит ландшафтный парк (около 12 га). Имение Д. А. Милютина занимало площадь до 45 га, на которых располагались двухэтажный дом, 10 других построек, виноградник и фруктовый сад, парк.

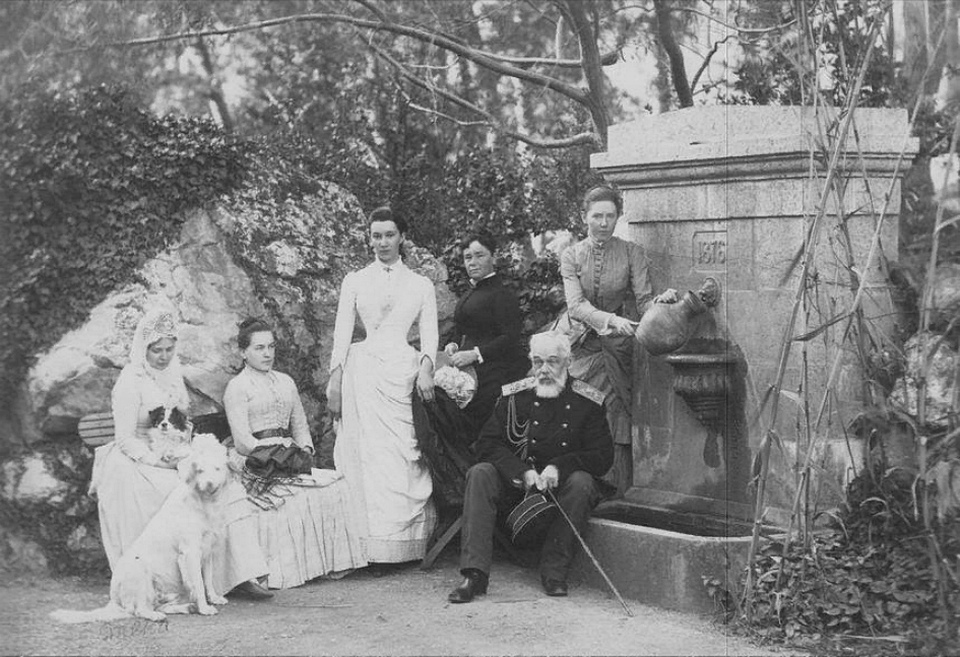
Семья Д. А. Милютина в имении Симеиз у фонтана

С 1881 года до конца жизни почти безвыездно жил в Крыму в своём имении Симеиз. Там он работал над обстоятельными дневниками и воспоминаниями. В поздних трудах Дмитрий Алексеевич уделял большое внимание техническому оснащению вооружённых сил, в частности предсказал большое будущее автомобилям и их применению в боевых действиях. В одной из статей он даже предвидел появление танков, как укрытых бронёй артиллерийских орудий, самостоятельно передвигающихся по полю боя.
Милютин участвовал в мае 1883 года в обряде коронования императора Александра III — во время Высочайшего выхода в Успенский собор нёс государственный меч, а 14 мая 1896 года участвовал в обряде коронования императора Николая II в Москве — подавал священнодействовавшему митрополиту Палладию императорскую корону.
В 1898 году Милютин был произведён в генерал-фельдмаршалы. Это последний случай, когда подданный Российской империи получил этот чин.
Скончался в Симеизе в возрасте 95 лет, о чём в правительственном органе печати был опубликован некролог. Отпевание было совершено в Севастополе, после чего тело было отправлено в Москву; похоронен на кладбище Новодевичьего монастыря возле других Милютиных 3 февраля (с задержкой, вызванной необходимостью расширить склеп). В советское время могила уничтожена. В 2016 году она восстановлена.
По завещанию Д. А. Милютина были учреждены две стипендии (мужская и женская) для детей беднейших офицеров 121-го пехотного Пензенского полка, шефом которого он являлся с 17 апреля 1877 года. Незадолго до смерти Д. А. Милютина в 1911 году Пензенской городской Думой ему было присвоено звание почётного гражданина города Пензы.

## Чины, звания и награды

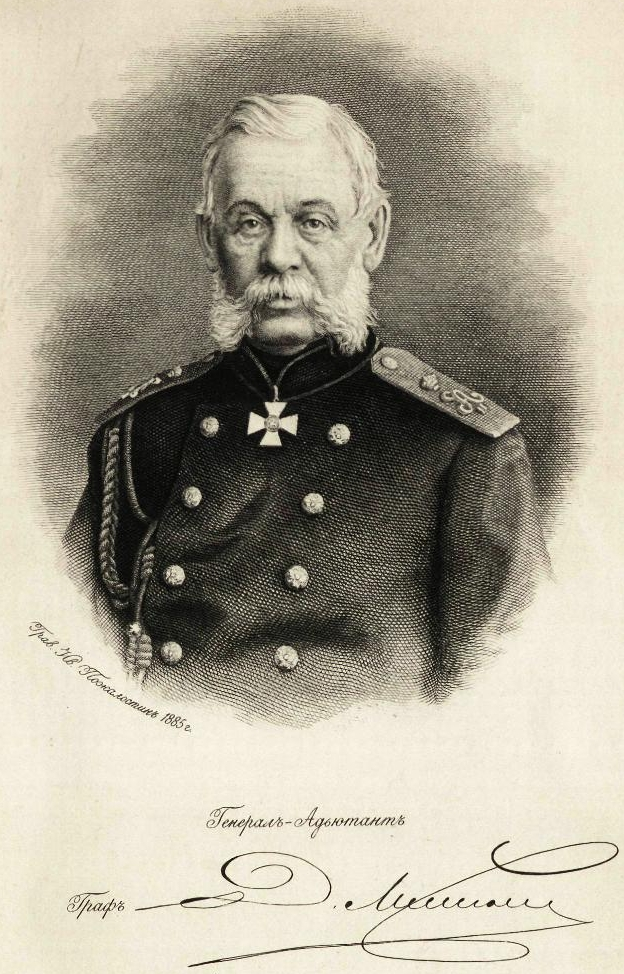
Д. А. Милютин. Начало 1880-х годов

В период службы имел ниже перечисленные военные чины:
- 01.03.1833 — вступил в службу
- 08.11.1833 — прапорщик гвардейской артиллерии
- 29.03.1836 — подпоручик
- 10.12.1836 — поручик
- 06.12.1839 — штабс-капитан Генерального штаба
- 09.02.1840 — капитан
- 11.04.1843 — подполковник
- 21.04.1847 — полковник
- 11.04.1854 — генерал-майор
- 17.04.1855 — зачислен в Свиту Его Императорского Величества
- 30.08.1858 — генерал-лейтенант
- 06.08.1859 — назначен генерал-адъютантом к Его Императорскому Величеству
- 27.03.1866 — генерал от инфантерии
- 16.08.1898 — генерал-фельдмаршал

Занимаемые должности
- 23.03.1840 — 11.04.1843 — Дивизионный квартирмейстер 3-й гвардейской пехотной дивизии
- 11.04.1843 — 10.11.1844 — И.д. обер-квартирмейстера войск Кавказской линии и Черномории
- 10.11.1844 — 26.10.1848 — Штаб-офицер в распоряжении Военного министра
- 26.10.1848 — 15.10.1856 — Состоял для особых поручений при Военном министре
- 15.10.1856 — 06.12.1857 — И.д. начальника главного штаба войск на Кавказе
- 06.12.1857 — 30.08.1860 — Начальник главного штаба Кавказской армии
- 30.08.1860 — 09.11.1861 — Товарищ Военного министра
- 09.11.1861 — 22.05.1881 — Военный министр

Российские:

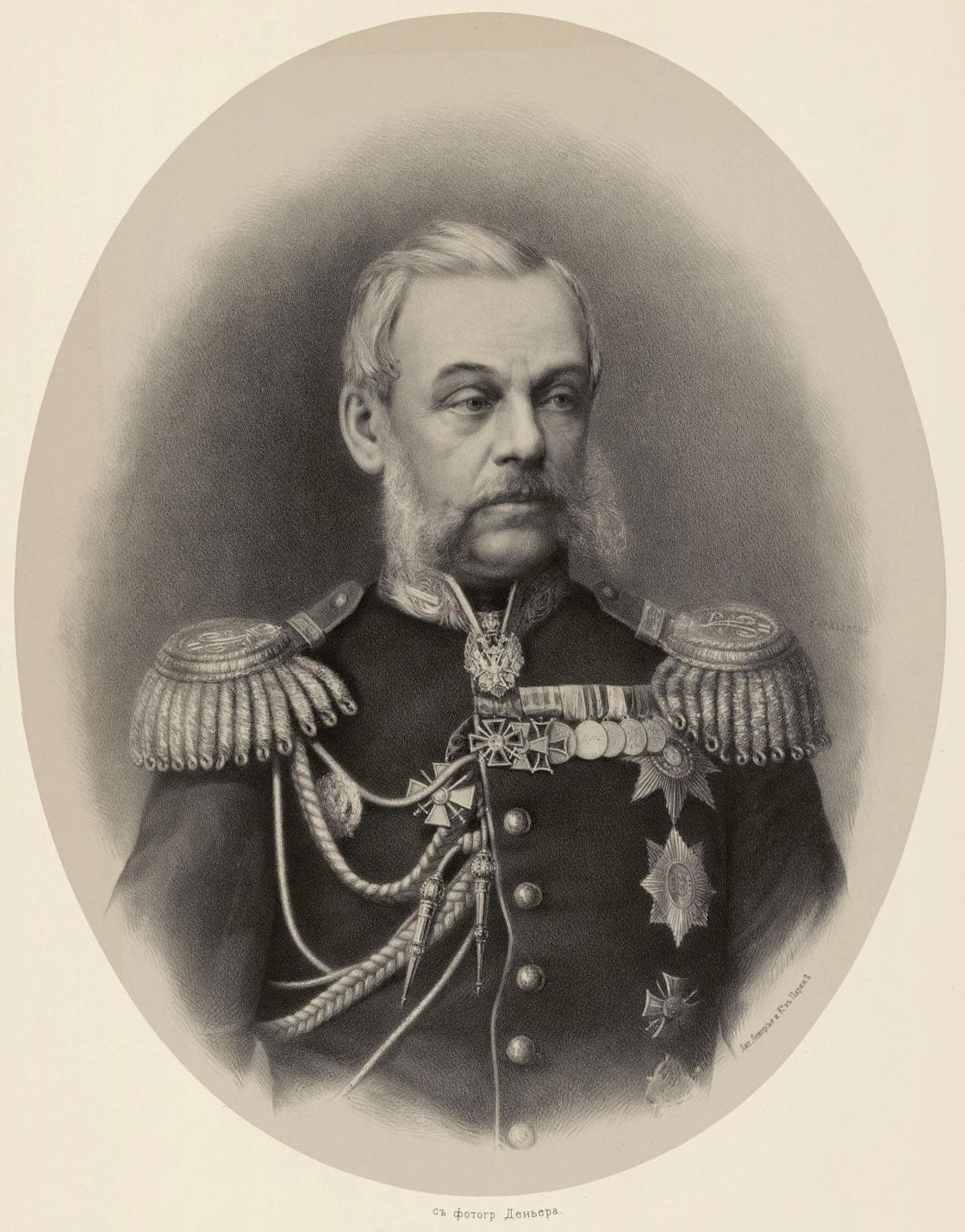
Генерал-адъютант граф Д. А. Милютин, военный министр. 1878-1881 гг.

- Орден Святого Станислава 3-й степени (25.06.1839)
- Орден Святого Владимира 4-й степени с бантом (15.12.1839)
- Серебряная медаль «За взятие штурмом Ахульго» (1839)
- Высочайшее благоволение (09.02.1840, за Ахульго)
- Высочайшее благоволение (28.06.1840, за сочинение «Опыт новой системы фортификации, примененной к обстоятельствам и требованиям Кавказского края»)
- Высочайшее благоволение (31.12.1842)
- Орден Святой Анны 2-й степени (07.04.1846)
- Подарок из Кабинета Его Императорского Величества в 400 руб. серебром (окт. 1848, за книгу «Опыты военной статистики»)
- Императорская корона к ордену Святой Анны 2-й степени (19.01.1849)
- Орден Святого Владимира 3-й степени (16.03.1851)
- Бриллиантовый перстень с вензелем Высочайшего имени (21.03.1853, за книгу «История войны 1799 года…»)
- Особенное Высочайшее благоволение (19.04.1853)
- Знак отличия беспорочной службы за XV лет (22.08.1853)
- Орден Святого Станислава 1-й степени (11.04.1856)
- Бронзовая медаль «В память войны 1853—1856» (1856)
- Орден Святой Анны 1-й степени (30.08.1857)
- Знак отличия беспорочной службы за XX лет (22.08.1858)
- Орден Святого Владимира 2-й степени с мечами (09.09.1859)
- Серебряная медаль «За покорение Чечни и Дагестана» (1859)
- Монаршее благоволение (07.02.1860, за кампанию 1859 года)
- Аренда 3000 руб. серебром в год на 12 лет (15.02.1860)
- Орден Белого орла с мечами (15.07.1860)
- Орден Святого Александра Невского (30.08.1862)
- Искренняя признательность Его Величества (23.03.1863, за работы Генерального штаба в 1862 году)
- Знак отличия за введение в действие Положения 19 февраля 1861 года (17.04.1863)
- 6400 десятин земли в Пятигорском уезде Ставропольской губернии (08.08.1863)
- Алмазные знаки к ордену Святого Александра Невского (19.04.1864)
- Серебряная медаль «За покорение Западного Кавказа» (1864)
- Крест «За службу на Кавказе» (17.07.1864)
- Искренняя признательность Его Величества (20.08.1864, за «отчётливое и основательное составление Положения о военно-окружных управлениях и о местных войсках»)
- Искренняя признательность Его Величества (29.03.1865, за работы Генерального штаба в 1864 году)
- Высочайшая благодарность (04.08.1865, за манёвры под Красным Селом)
- Имение в Царстве Польском на правах майората в вечное и потомственное владение, приносящее дохода 4500 руб. (27.03.1866)
- Искренняя признательность Его Величества (18.04.1866, за работы Генерального штаба в 1865 году)
- Высочайшая благодарность (05.08.1866, за манёвры под Красным Селом)
- Высочайшая благодарность (15.07.1867, за манёвры под Красным Селом)
- Искренняя признательность Его Величества (24.03.1868, за работы Генерального штаба в 1867 году)
- Орден Святого Владимира 1-й степени (31.03.1868)
- Золотая медаль «За труды по устройству военно-заводского населения» (11.03.1869)
- Искренняя признательность Его Величества (11.04.1869, за работы военно-топографического отдела Главного штаба и Главного инженерного управления в 1868 году)
- Искренняя признательность Его Величества (05.04.1870, за работы в 1869 году)
- Искренняя признательность Его Величества (17.03.1871, за работы в 1870 году)
- Высочайший рескрипт (29.01.1872, по случаю 50-летия Корпуса военных топографов)
- Аренда 5000 руб. в год на 12 лет (31.01.1872)
- Искренняя признательность Его Величества (21.04.1872, за работы Главного штаба, Корпуса военных топографов и Главного инженерного управления в 1871 году)
- Искренняя признательность Его Величества (30.03.1873, за работы в 1872 году)
- Высочайшая благодарность (10.08.1873, за манёвры под Красным Селом)
- Всемилостивейший рескрипт (11.01.1874, по случаю утверждения Устава о воинской повинности)
- Искренняя признательность Его Величества (22.03.1874, за работы в 1873 году)
- Орден Святого апостола Андрея Первозванного (30.08.1874)
- Искренняя признательность Его Величества (02.04.1875, за работы Генерального штаба, Корпуса военных топографов, Главного инженерного и Главного интендантского управлений в 1874 году)
- Искренняя признательность Его Величества (24.03.1876, за работы в 1875 году)
- Искренняя признательность Его Величества (26.12.1876, за успешное проведение мобилизации)
- Искренняя признательность Его Величества (05.05.1877, за работы в 1876 году)
- Всемилостивейший рескрипт (06.05.1877)
- Искренняя признательность Его Величества (09.05.1877, за «успешное исполнение произведенной как осенью 1876 г., так и дополнительной в апреле 1877 г., мобилизации части армии, правильное снабжение войск всеми предметами довольствия, своевременное сосредоточение их и вообще приведение войск в отличное и вполне готовое к требованиям военного времени состояние»)
- Знак отличия беспорочной службы за XL лет (22.08.1877)
- Орден Святого Георгия 2-й степени при Высочайшем рескрипте (28.11.1877)
- Искренняя признательность Его Величества (26.04.1878, за работы Генерального штаба, Корпуса военных топографов и Главного инженерного управления в 1877 году)
- Графское Российской империи достоинство при Всемилостивейшем рескрипте (30.08.1878)
- Светло-бронзовая медаль «В память русско-турецкой войны 1877—1878» (1878)
- Искренняя признательность Его Величества (22.03.1879, за работы в 1878 году)
- Знак Красного Креста (06.04.1879)
- Искренняя признательность Его Величества (07.04.1880, за работы в 1879 году)
- Портреты императоров Александра II и Александра III, осыпанные алмазами, при Высочайшем рескрипте (21.05.1881)
- Бриллиантовые знаки к ордену Святого апостола Андрея Первозванного при Высочайшем рескрипте (15.05.1883)
- Высочайший рескрипт (08.11.1883, по случаю 50-летия службы в офицерских чинах)
- Золотая медаль «В память освящения Храма Христа Спасителя» (11.1883)
- Тёмно-бронзовая медаль «В память коронации императора Александра III» (11.1883)
- Серебряная медаль «В память царствования императора Александра III» (1896)
- Серебряная медаль «В память коронации Императора Николая II» (1896)
- Серебряная медаль «В память царствования Императора Николая I» (1896)
- Искренняя признательность Его Величества (1898)
- Высочайший рескрипт (16.08.1898)
- Высочайший рескрипт (28.11.1902, по случаю 25-летия русско-турецкой войны 1877—1878 годов)
- Портреты императоров Николая I и Николая II, осыпанные бриллиантами, для ношения на груди, при Высочайшем рескрипте (11.04.1904, по случаю 50-летия службы в генеральских чинах)
- Настольный портрет императора Николая II, украшенный драгоценными камнями, при Высочайшем рескрипте (08.11.1908, по случаю 75-летия службы в офицерских чинах)

Иностранные:
- Австрийский орден Железной короны 2-й степени (16.09.1853)
- Прусский орден Красного орла 3-й степени (27.09.1853)
- Персидский орден Льва и Солнца 1-й степени (03.11.1857)
- Прусский орден Красного орла 1-й степени (07.01.1862)
- Черногорский орден Князя Даниила I, большой крест (1869)
- Австрийский орден Леопольда, большой крест (14.09.1872)
- Прусский орден Красного орла, большой крест (30.08.1872)
- Австрийский орден Святого Стефана, большой крест (09.03.1874)
- Шведский орден Серафимов (19.07.1875)
- Мекленбург-Шверинский орден Вендской короны, большой крест (31.01.1876)
- Датский орден Слона (19.08.1876)
- Сербский орден Таковского креста 1-й степени (05.11.1876)
- Французский орден Почётного легиона, большой крест (30.09.1876 [13.11.1876])
- Румынский орден Звезды Румынии (11.1877)
- Прусский орден «Pour le Mérite» (05.1878)
- Румынский крест «За переход через Дунай» (1878)
- Прусский орден Чёрного орла (18.09.1879)
- Французский орден Академических пальм, офицер народного просвещения (24.02.1879)
- Румынская медаль «За воинскую доблесть»[англ.] (01.01.1881)
- Орден Короны государства Бухары (Бухарский эмират, 1896)

- Шеф 121-го пехотного Пензенского генерал-фельдмаршала графа Милютина полка (с 17 апреля 1877)[19][20].
- Почётный президент академий:
  - Императорской Николаевской военной
  - Александровской военно-юридической
- Почётный член академий:
  - Михайловской артиллерийской,
  - Николаевской инженерной,
  - Императорской военно-медицинской
- член-корреспондент по разряду историко-политических наук (с 1853) и почётный член (с 1866) Императорской Академии наук;
- почётный член университетов: Московского и Харьковского;
- почётный член обществ:
  - Императорского Русского географического,
  - Императорского Одесского истории и древностей,
  - Российского Красного Креста,
  - подаяния помощи при кораблекрушении.
- Доктор русской истории от Императорского Санкт-Петербургского университета (1866).

## Семья

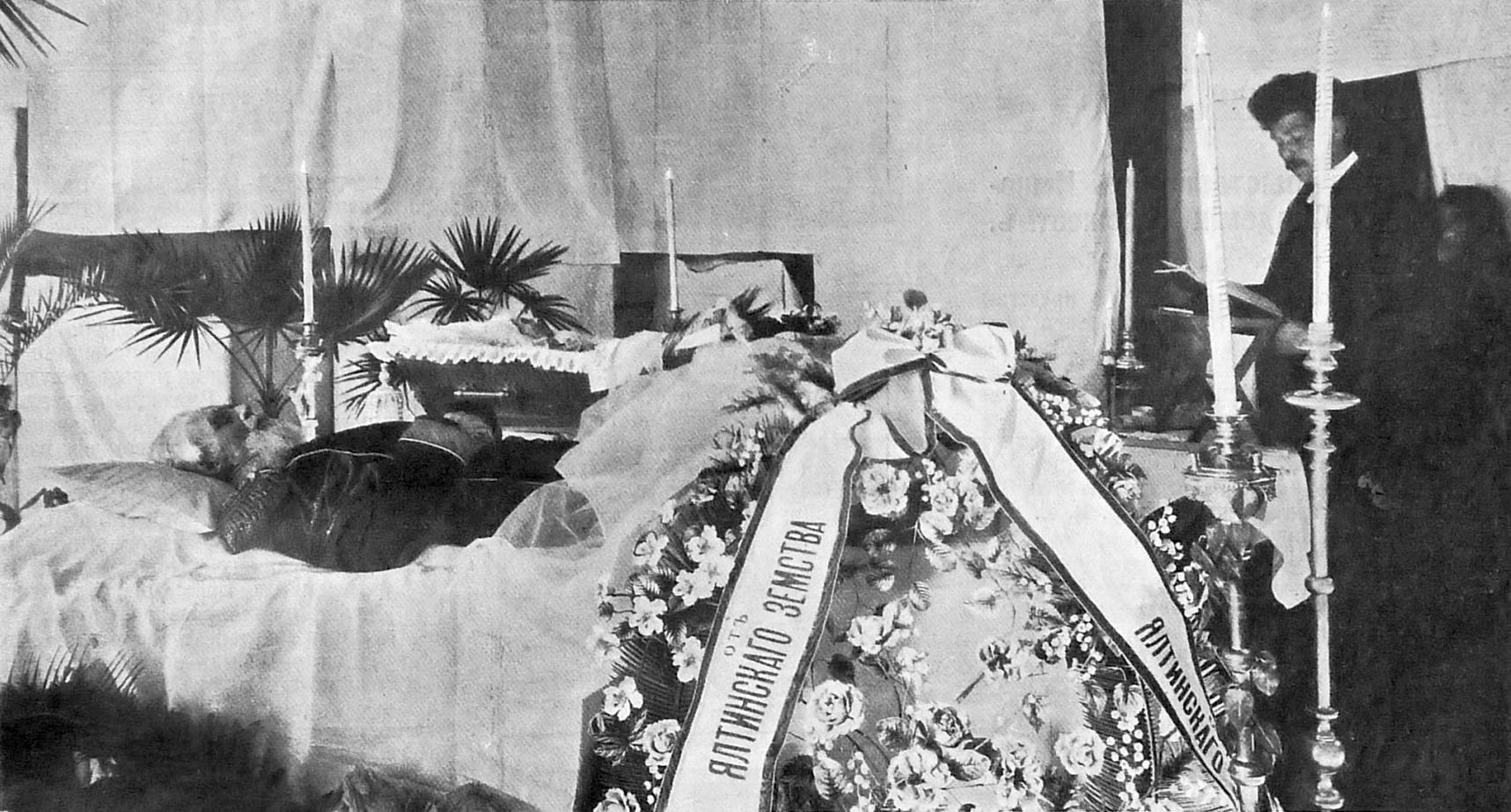
Фельдмаршал граф Д. А. Милютин на смертном одре. Рядом покоится в гробу умершая за несколько дней до своего мужа графиня Н. М. Милютина

Жена — Наталья Михайловна Понсе (1821—1912), дочь генерал-лейтенанта М. И. Понсета (потомка французских гугенотов). Познакомилась с будущим мужем во время своего путешествия по Италии. По воспоминаниям самого Милютина, молоденькая дочь г-жи Poncet с первой же встречи произвела на него «небывалое ещё в его жизни впечатление». Их свадьба состоялась через два года после знакомства. По словам Феоктистова, в доме Милютиных царила необычайная простота, приводившая многих в изумление. Наталья Михайловна была женщиной без всяких претензий, добрая, но ограниченная, вечно погружённая в домашние заботы. «Дочери Милютиных привлекали своим добродушием, но уродились в мать, за исключением старшей, Елизаветы». Дети:
- Елизавета (1844—1938), Фрейлина императрицы; отправилась на войну простой сестрой милосердия в Ахал-Текинской экспедиции (1880)[22]. Там познакомилась с будущим мужем. 29 мая 1881 года замужем за князем С. В. Шаховским. «Это была девушка умная, как отец, но такая же сухая, сосредоточенная, как мать, с очень пылкою головой, но едва ли с нежным сердцем»[21].
- Алексей (1845—1904), генерал-лейтенант, курский губернатор. Совсем не походил на отца: «как ни бились с ним, как ни старались возбудить у него интерес к занятиям и к сколько-нибудь серьёзному чтению, ничто не помогало, он интересовался только лошадьми»[21].
- Ольга (1848—1926)
- Надежда (1850—1913), замужем за князем В. Р. Долгоруковым.
- Мария (1854—1882)
- Елена (1857—1882), замужем за генералом от кавалерии Ф. К. Гершельманом.

## Память

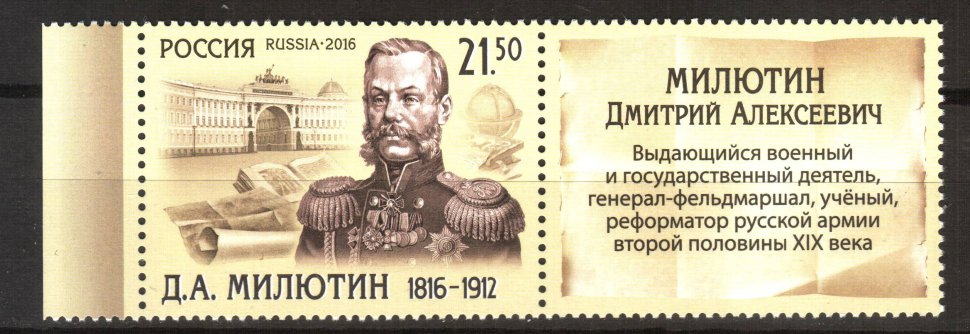
200 лет со дня рождения Д. А. Милютина (1816-1912), генерал-фельдмаршала

В 2016 году, к 200-летию со дня рождения генерал-фельдмаршала Д. А. Милютина, Почтой России были выпущены почтовая марка номиналом 21 руб. 50 коп. (художник-дизайнер В. Бельтюков, тираж 240 тыс. экз.) с портретом Милютина и сведениями о годах его жизни, а также марочный лист (тираж 30 тыс. экз.), состоящий из восьми упомянутых марок и купона, содержащего краткую справку о Милютине.
В честь Д. А. Милютина назван мыс (мыс Милютина, Японское море, залив Советская Гавань; название присвоено в 60-х годах XIX века).
Станица Милютинская в Области Войска Донского (современная территория Ростовской области, в 270 км на северо-восток от Ростова-на-Дону образована 17 марта 1876 года на свободных Войсковых землях, на основании постановления Военного совета была названа в честь генерал-фельдмаршала, графа Дмитрия Алексеевича Милютина.

## Труды
- Руководство к съёмке планов. М., 1832.
- Суворов как полководец // Отечественные записки. 1839. № 4.
- Наставление к занятию, обороне и атаке лесов, строений, деревень и других местных предметов. 1843.
- Критическое исследование значения военной географии и военной статистики. СПб.: Военная типография, 1846. 70 с.
- Первые опыты военной статистики. В 2 кн. Кн.1. СПб.: Типография военно-учебных заведений, 1847. IX+248 с.: 2 карты.
- Первые опыты военной статистики. В 2 кн. Кн.2. СПб.: Типография военно-учебных заведений, 1848. XII+302 с.: 1 карта.
- Описание военных действий 1839 года в Северном Дагестане // Военный журнал. 1850. № I. С. 1—144.
- Описание военных действий 1839 г. в северном Дагестане. СПб., 1850.
- История войны России с Францией в царствование Императора Павла I в 1799 году, СПб., 1852 (Часть II. Сочинение полковника Милютина.)
- Исторический очерк деятельности военного управления в России за 1855—80 гг. СПб., 1880.
- Старческие размышления о современном положении военного дела в России, написаны в 1909 году.
- История войны России с Францией в царствование Императора Павла I. - 1852-1853. Том I. Том II. Том III. Том IV. Том V.
- История войны 1799 года между Россией и Францией в царствование Императора Павла I. - 1857. Том I. Том II. Том III.

### Воспоминания и дневник
- Воспоминания генерал-фельдмаршала графа Дмитрия Алексеевича Милютина, 1816-1843. Под ред. и со вступ. ст. Л. Г. Захаровой. - Москва. Студия "ТРИТЭ". Изд. отд. "Рос. арх.", 1997. - 493 с.
- Воспоминания генерал-фельдмаршала графа Дмитрия Алексеевича Милютина, 1843-1856. Под ред. Л. Г. Захаровой. - Москва. Рос. фонд. культуры. 2000. - 524 с.[25].
- Воспоминания генерал-фельдмаршала графа Дмитрия Алексеевича Милютина, 1856-1860. Под ред. Л. Г. Захаровой. - Москва. Росспэн, 2004. - 558 с..
- Милютин Д. А. Воспоминания генерал-фельдмаршала графа Дмитрия Алексеевича Милютина 1860—1862. — Студия ТРИТЭ, РИО «Российский Архив», 1999.
- Воспоминания генерал-фельдмаршала графа Д. А. Милютина. 1863—1864. — М.: РОССПЭН, 2003.
- Воспоминания генерал-фельдмаршала графа Дмитрия Алексеевича Милютина. 1865-1867. Под ред. Л. Г. Захаровой. - Москва. РОССПЭН, 2005. - 694 с.[26].
- Воспоминания генерал-фельдмаршала графа Дмитрия Алексеевича Милютина. 1868 - начало 1873. Под ред. Л. Г. Захаровой. - Москва. РОССПЭН, 2006. - 734 с.[27].
- Дневник Д. А. Милютина. 1873-1882. В 4-х томах. Ред. и примеч. П. А. Зайончковского. — М. Гос. Библиотека СССР им. В. И. Ленина. Отдел рукописей. 1947, 1949, 1950 г.
- Дневник генерал-фельдмаршала графа Дмитрия Алексеевича Милютина. 1873—1875. — М., РОССПЭН, 2008.
- Дневник генерал-фельдмаршала графа Дмитрия Алексеевича Милютина. 1876—1878. — М., РОССПЭН, 2009.
- Дневник генерал-фельдмаршала графа Дмитрия Алексеевича Милютина. 1879—1881. — М., РОССПЭН, 2010.
- Дневник генерал-фельдмаршала графа Дмитрия Алексеевича Милютина. 1882-1890. Под ред. Л. Г. Захаровой. - 2-е изд., испр. и доп. - Москва. РОССПЭН, 2010. - 582 с.[28].
- Дневник генерал-фельдмаршала графа Дмитрия Алексеевича Милютина. 1891-1899. Под ред. Л. Г. Захаровой. - 2-е изд., испр. и доп. - Москва : РОССПЭН, 2013. 774 с.[28].
- Милютин Д. А. «…Мы приняли вызов Западной Европы неподготовленными к предстоящей борьбе». // Военно-исторический журнал. — 1996. — № 4. — С.82-88.